# Національний інститут раку (США)
Національний інститут раку (англ. National Cancer Institute, NCI), у США, входить до Національного інституту охорони здоров'я (англ. National Institutes of Health, NIH). Це одна з 8 структур, з яких складається Громадська служба охорони здоров'я (англ. Public Health service, PHS), у відповідному урядовому департаменті США. NCI, створений у 1937, є головним агентством Федерального уряду США з дослідження та лікування раку.
Головний офіс Національного інституту раку розташовано у місцевості Бетесда у штаті Меріленд.